# Luiz Eduardo da Silva dos Santos
Luiz Eduardo da Silva dos Santos (nacido el 24 de febrero de 1996) es un futbolista brasileño que se desempeña como delantero.
Jugó para clubes como el Kashiwa Reysol.

## Trayectoria

### Clubes
| Club           | País  | Año         |
| -------------- | ----- | ----------- |
| Kashiwa Reysol | Japón | 2016 - 2017 |

## Estadística de carrera

### J. League
| Club           | Año   | J. League | J. League | Copa J. League | Copa J. League | Total | Total |
| Club           | Año   | Part.     | Goles     | Part.          | Goles          | Part. | Goles |
| -------------- | ----- | --------- | --------- | -------------- | -------------- | ----- | ----- |
| Kashiwa Reysol | 2016  | 7         | 0         | 0              | 0              | 7     | 0     |
| Kashiwa Reysol | 2017  | 2         | 0         | 5              | 1              | 7     | 1     |
| Total          | Total | 9         | 0         | 5              | 1              | 14    | 1     |